# Un pacte mortel
Pour plus de détails, voir Fiche technique et Distribution.
Un pacte mortel (Kill for Me) est un téléfilm américain réalisé par Michael Greenspan et diffusé en 2013.

## Synopsis
Amanda et Hayley, deux étudiantes, partagent la même chambre sur le campus. La première est harcelée par Cameron, un ex-petit ami instable, et la seconde est sous l'emprise d'un père violent. Un jour, alors que Cameron s'en prend à Amanda, Hayley intervient et le tue.

## Fiche technique
- Titre original : Kill for Me
- Titre en France : Mortelle intention
- Réalisation : Michael Greenspan
- Scénario : Christopher Dodd, Michael Greenspan et Christian Forte
- Photographie : James Liston
- Musique : Michael Brook
- Durée :  95 minutes (1 h 35)
- Pays : États-Unis

## Distribution
- Katie Cassidy (VF : Anne Tilloy) : Amanda Rowe
- Tracy Spiridakos (VF : Nastassja Girard) : Hayley Jones
- Donal Logue (VF : Loïc Houdré) : Garret Jones
- Adam DiMarco (VF : Gabriel Bismuth-Bienaimé) : Mark
- Shannon Chan-Kent (VF : Estelle Dehon) : Zoe
- Torrance Coombs  : Cameron
- Chelah Horsdal (VF : Laurence Breheret) : Maria Klein
- Ryan Robbins  : détective Ferris
- Colin Lawrence : détective Howe
- Leah Gibson  : Natalie Ross
- Andrew Zachar  : Steve
- Graham Croft  : Vet
- Joanne Wilson  : journaliste
- Crystal Mudry : fille à l'extérieur du bar

- Version française :
  - Société de doublage : TVS
  - Directeur artistique : Vincent Violette

Autres noms sur le carton de doublage : 

Claire Baradat, Robin Barde, Francis Benoit, Estelle Dehon, Pierre Delmotte, Sandrine Fougère, Alexandre Mouseet, Véronique Uzureau.